# Tony Mawejje
Tony Mawejje (ur. 15 listopada 1986) w Masace – ugandyjski piłkarz, grający na pozycji pomocnika. Mierzy 182 cm wzrostu. Zawodnik od 2020 występuje w Police FC.